# Онга (Габон)
Онга (фр. Onga) — город на востоке Габона, административный центр департамента Джуэ в провинции Верхнее Огове.

## Географическое положение
Расположен на востоке страны примерно в 820 километрах к востоку от столицы страны Либревиля.

## Население
| Динамика численности населения: | Динамика численности населения: |
| 2003                            | 2013                            |
| ------------------------------- | ------------------------------- |
| 1085                            | ↘946                            |